# Недосекин, Сергей Иванович
Сергей Иванович Недосекин (1 мая 1947, Узловский район) — советский футболист полузащитник, советский и российский тренер. Заслуженный тренер России.
Младший из трёх братьев; один из братьев погиб в 25 лет от удара ногой в голову в любительском футбольном матче. Окончив семилетнюю школу, Недосекин не прошёл по конкурсу в скопинский горно-машиностроительный техникум, но поступил в Ряжский автодорожный техникум. Через год вернулся в Скопин, играл полтора года за команду автоагрегатного завода.
Всю карьеру в командах мастеров провёл в рязанском «Спартаке». За 13 сезонов сыграл около 425 матчей, забил 45 голов, был капитаном.
Тренировал клуб «Чайка» Рязань, который за два года поднялся из второй группы до звания чемпиона области. Окончил педагогический институт, стажировался в высшей школе тренеров. Главный тренер (1987—1998) и начальник команды «Спартак» Рязань. Главный тренер ФК «Луховицы» (1998, с июля).
После ухода из футбола — генеральный директор ЗАО «Металлостройконструкция».